# Vuelta al País Vasco
La Vuelta al País Vasco (en euskera: Euskal Herriko Itzulia) es una carrera ciclista profesional por etapas disputada en España (País Vasco y Navarra) en abril. 
Fue creada en 1924 bajo el nombre de Gran Premio Excelsior, esta competición cesó entre 1936 y 1968 a causa de la guerra civil española y los problemas económicos causados por ella. En 1969 se recuperó uniéndose a la organización de la Bicicleta Eibarresa. El diario La Voz de España apoyó la iniciativa y se convirtió en el principal patrocinador. Esta unión duró hasta el año de 1973. Para no complicar el palmarés de ambas pruebas, estos años se suelen considerar pertenecientes a la Vuelta al País Vasco. Desde el 2005 está inscrita en el programa UCI ProTour y sus sucesores, actualmente UCI WorldTour. En el año 2009 se acordó fusionar nuevamente la Euskal Bizikleta con la Vuelta al País Vasco, para relanzar la primera, hasta mínimo 2012.
Actualmente está organizada por Organizaciones Ciclistas Euskadi tras su fusión con la Euskal Bizikleta (en 2009). Anteriormente (hasta 1980) lo estuvo por Unipublic, mismos organizadores que la Vuelta a España encargándose posteriormente Organizaciones Deportivas El Diario Vasco.
En su palmarés destacan las victorias de numerosos vencedores del Tour de Francia, como Nicolas Frantz, Maurice Dewaele, Gino Bartali, Jacques Anquetil, Luis Ocaña, Stephen Roche, Alberto Contador y Jonas Vingegaard vencedores de la Vuelta a España como Giovanni Battaglin, Sean Kelly, Toni Rominger, Alex Zülle, Laurent Jalabert, Denis Menchov, Alejandro Valverde y Primož Roglič y del Giro de Italia como Danilo Di Luca y Nairo Quintana.

## Historia

### Años 1924 a 1935

#### Pasos previos
El gran precursor de la prueba, el periódico "Excelsior" compuso un potente comité organizador, en el que estaban integradas las más relevantes personalidades vizcaínas del deporte de la época. Su pretensión era organizar la carrera más importante que se había organizado en España.
Sin duda lo más complicado fue atraer a ciclistas de primer nivel, que hasta entonces apenas habían disputado carreras en territorio español. No obstante hubo tres circunstancia fundamentales que facilitaron la labor, en primer lugar el tesón del comité organizador, en segundo lugar la colaboración de L'Auto y por último el interés comercial que suponía la Vuelta al País Vasco para la casa Automoto.

#### 1924
Todo ello dispuso que la nómina de participantes en su primera edición fuera de primer nivel, con los ciclistas del Automoto y su filial Christophe, tenían por entonces en sus filas a los mejores ciclistas franceses de la época. Entre ellos estaban los hermanos Pelissier, el mayor Henri y Francis, Victor Fontan, Jean Brunier, Henri Colle, Charles Lacquehay. La nómina de los foráneos se completaba con Simon Tequi de France Sport que se apuntó a última hora. Entre los nacionales destacaban los catalanes Miguel Mucio y Teodoro Monteys y los locales estaban Segundo Barruetabeña, Lucas Jauregui y José Luis Miner.
La organización dispuso de dos clasificaciones, la general y la nacional, a la que solo podían optar los corredores españoles, el premio para el ganador de la primera era de 2000 pesetas y de 1000 pesetras para el nacional. Al mismo tiempo, todos los corredores podían disputar diversas primas en los pasos de algunos pueblos, que estos mismos organizaban.

### Años 1936 a 1968
Finalmente la edición de 1936 tuvo que suspenderse a causa de la guerra civil española, si bien en principio se había pensado en aplazarla, dados los acontecimientos que se estaban desarrollando no quedó otra que la suspensión.
Tras la Guerra Civil y dada cuenta el resultado de la misma se eliminó del calendario de pruebas ciclistas la Vuelta al País Vasco. Si bien es cierto que hubo numerosos intentos para retomar la misma, tanto desde San Sebastián, como desde Bilbao, ninguna de ellas cuajo.
Durante ese periodo de tiempo, hubo otras pruebas ciclistas como el Circuito del Norte y el G. P. Ayuntamiento de Bilbao, que mantenían vivo el espíritu de la Vuelta al País Vasco, dado que las mismas salían más allá de las fronteras del País Vasco.
No obstante fue en el año 1952 en el que se creó la Bicicleta Eibarresa, que sí que suponía una auténtica Vuelta al País Vasco, ya que en sus etapas se recorría prácticamente la totalidad de su territorio vasco peninsular. Ahora bien llegados los finales de los años 60, la contratación de los mejores ciclistas del momento y la propia organización de la carrera suponían unos elevados costes que los organizadores no pudieron hacer frente. 
En definitiva la mejor solución era involucrar a empresas e instituciones del resto del País Vasco, para superar esos problemas económicos y a iniciativa de Manuel Serdán la "Bicicleta Eibarresa" pasó a llamarse en 1969 "Vuelta al País Vasco-Bicicleta Eibarresa". El diario donostiarra La Voz de España apoyó la iniciativa y se convirtió en el principal patrocinador. La unión duró cuatro años, hasta 1973. Para no complicar el palmarés de ambas pruebas, estos años se suelen considerar pertenecientes a la “Vuelta al País Vasco”.

### Desde 2009: unificación de la Vuelta al País Vasco con la Euskal Bizikleta
Tras la edición del 2008 el Diario Vasco dejó de ser el patrocinador principal con lo que dejaba a la prueba con graves problemas económicos. Su organización deportiva propuso una cesión de la carrera a Unipublic que estos rechazaron, teniendo que continuar Organizaciones Deportivas el Diario Vasco con la organización de la prueba.
Debido a la crisis económica de 2008-2016, a partir de 2009 volvió a unirse con la Bicicleta Eibarresa (llamada desde el 2004 Euskal Bizikleta) a instancias del Gobierno Vasco que patrocinaba ambas pruebas, aunque con un porcentaje mucho mayor para la Euskal Bizikleta, de hecho la Euskal Telebista (radio-televisión pública vasca) era uno de los principales patrocinadores de la Euskal Bizikleta. Dicha unión trajo consigo que Organizaciones Deportivas El Diario Vasco se renombrase por Organizaciones Ciclistas Euskadi. Respecto a los recorridos eso supuso a partir de este año se asignó una etapa con final en Arrate, comienzo de la siguiente etapa en Éibar y varios pasos por dicha localidad.
Para no complicar el palmarés de ambas pruebas, estos años se suelen considerar pertenecientes a la Vuelta al País Vasco.
En 2010 Unipublic (cuyo 49% de las acciones desde 2008 las tiene ASO, organizador del Tour de Francia entre otras) hizo una oferta formal para hacerse de nuevo con la carrera comprando el 51% de ella, a cambio de controlar completamente su organización. La oferta no tuvo respuesta, entre otros motivos porque no querían hacerse cargo también de la Clásica de San Sebastián por su elevado coste, confiando en que el Gobierno Vasco pudiera sufragar la parte del presupuesto que faltase en cada edición de las dos pruebas.
Tras el final del acuerdo con el Gobierno Vasco, volvieron a aparecer los problemas económicos del pasado. El acuerdo de dicho organismo consistía en una aportación de entre 350 000 y 400 000 € al año durante esos tres años, correspondientes al Gran Premio, que también incluía a la Clásica de San Sebastián. La prórroga no pudo hacerse operativa debido a la crisis económica de 2008-2016 con lo que dicho gobierno "solo" pudo aportar 200 000 € en principio reservados para la Vuelta a España. Tras no encontrar un sponsor que sufragase los 150 000 € necesarios para sacar las dos pruebas adelante (Vuelta al País Vasco y Clásica de San Sebastián) los organizadores hicieron público el problema e hicieron una llamada de urgencia en busca de alguien que aportase dicha cantidad. El presupuesto de las pruebas durante los últimos años ha sido de 1 millón de euros para la Vuelta y 500 000 € para la Clásica los cuales el Gobierno Vasco sufragaba directamente el 25% aproximadamente. Finalmente se logró el patrocinio del Banco Guipuzcoano (posteriormente Banco Sabadell) garantizando la disputa de la carrera durante 2 años más. Mientras, la Clásica de San Sebastián siguió con el patrocinio principal de Kutxa.

## Maillots de líder
Para facilitar el reconocimiento del líder en carrera, en las primeras ediciones el primero en la clasificación general portaba un maillot de color rojo, color que ningún otro corredor podía llevar en su vestuario para evitar las confusiones. 
A partir del año 1935 el maillot pasaría a ser de color azul, al tiempo en esa misma edición se suprimió la clasificación "nacional" y se crearon otras nuevas, la clasificación de la montaña, y una clasificación para las categorías segundas y terceras (para ciclistas de menor nivel).
Más adelante, el maillot pasó a ser de color amarillo, a semejanza del utilizado en el Tour de Francia. Los líderes de las distintas clasificaciones suplementarias también pasaron a llevar maillots identificativos. En el año 2000 volvió el maillot azul para identificar al líder aunque solo se mantuvo durante esa edición.

## Recorridos

### Características generales
Los recorridos de esta carrera se han caracterizado por el predominio de la media-montaña llegando a convertirse en una de las pruebas por etapas más importante de España por detrás de la Vuelta a España.
Sin embargo, se critica sobremanera la inclusión de la contrarreloj en la etapa final que provoca conservadurismo en los corredores y que los puertos más duros de la zona (Azurki, Urkiola, Orduña, Erlaitz, Urraki, Bikotx-Gane, Elosua, La Herrera...-aunque algunos puntuados de 2.ª categoría-) apenas se asciendan y cuando se hace la mayoría de veces estos estén en la primera mitad del recorrido de las etapas.
Otra característica es la poca variación en los finales tradicionales de etapa. Así por ejemplo, en los últimos 15 años, la etapa que acaba en Vitoria siempre ha tenido los mismos últimos 18 km desde Treviño ascendiendo el puerto de Zaldiaran; la etapa con final en Arrate siempre ha tenido los mismos últimos 26 km desde Echevarría ascendiendo el puerto de San Miguel (Urkaregi) y la subida final a Usartza-Arrate tras pasar por Éibar; la etapa con final en Zalla siempre ha tenido los mismos 24 km desde el penúltimo paso por Zalla pasando por Avellaneda, el puerto de Beci, Valmaseda y la cota de La Herrera; y la etapa con final en Lecumberri siempre ha tenido los mismos últimos 75 km desde el puerto de Zuarrarrate pasando por Lecumberri (primer paso por meta) y los puertos de Huitzi, Leaburu y Azpíroz.
También tiene como característica que apenas haya etapas que superen los 200 km, excepcionalmente puede haber una y solo hubo dos en la edición de 1994. Por ello, a pesar de tener hasta 5 etapas en línea más la contrarreloj nunca se han superado los 910 km en total y solo se hayan superado los 900 km en dos ocasiones.
Aunque es habitual en algunas carreras también destaca la disparidad en los criterios para la catalogación de los puertos, que hace que en teoría algunas etapas sean más duras de lo que son realmente. El ejemplo más extremo sería la catalogación de Usartza-Ixua con 5 km al 7,5% de desnivel, Jaizquíbel de 8 km al 5% y Azpíroz de 7 km al 5% sean catalogados de 1.ª categoría cuando Erlaitz de 5 km al 8,5% de desnivel y Bikotx-Gane de 5 km al 8,25% siempre hayan sido catalogados de 2.ª categoría. Curiosamente Usartza por una vertiente más dura que la habitual -la de Matsaria (4 km al 11% -con los 2 km centrales al 14,7 %)- fue catalogado de 2.ª categoría en la Vuelta al País Vasco 2016. Por ejemplo Jaizquíbel en el Tour de Francia fue catalogado de 2.ª categoría. Otro ejemplo en el sentido contrario es que Miota (2 km al 3%) muchas veces haya sido catalogado de 3.ª categoría cuando el puerto cercano de Areitio (3,5 al 3,5%) a veces no haya sido puntuable. Eso hace que a veces sea difícil determinar la dureza real de las etapas. Ello hace que muchas etapas, supuestamente duras -con puertos de 1.º o 2.º cercanos a meta-, tengan un enlace similar a la Milán-San Remo.

### Evolución histórica
Las primeras ediciones, hasta la guerra civil española, tuvieron como protagonistas a Bilbao, Vitoria, Pamplona y Guecho (Las Arenas), del resto solo Bayona llegó a tener un inicio y final de etapa en la edición de 1935. Con la unificación con la Bicicleta Eibarresa en 1969 se añadió un doble sector que, tras separarse de nuevo las dos pruebas en 1974, se convirtió en un doble sector con contrarreloj final en 1975.
Siempre que ha estado unida con la Bicicleta Eibarresa, o sus posteriores denominaciones, Éibar ha acogido mínimo un inicio de etapa, un final de etapa y varios pasos por la localidad al convertirse en uno de los patrocinadores principales de la prueba.
En esos años 70 y en 1980 hubo algún inicio y final de etapa fuera del País Vasco y Navarra concretamente en La Rioja (Logroño -3 veces- y Calahorra -1 vez-). Fue ya en 1978 cuando entró en el País Vasco francés por segunda vez desde 1935 convirtiéndose la llegada a Ibardin (zona de Ventas) como un final de etapa clásico en la ronda (15 finales de etapa en total) la mayoría de veces previo paso por Labort.
Desde 1990 la primera etapa tenía un kilometraje reducido, en torno a los 130 km o menos, para facilitar el desplazamiento de los corerdores que hubiesen disputado el día anterior el Tour de Flandes sin embargo con el paso de los años al haber pocos corredores que disputasen estas dos pruebas progresivamente la primera etapa empezó a tener un kilometraje tradicional. 
Además en 2006, por normativa de la UCI que suprimió los dobles sectores en las carreras de máxima categoría, tuvo que eliminarse el doble sector y esa crono final quedó como etapa independiente al siguiente día. Debido a ello se subió el kilometraje tradicional de esas dos etapas ya que la primera tenía unos 100 km y la contrarreloj unos 10 km que pasaron a ser de aproximadamente 160 km y 20 km, respectivamente.
Desde el 2012 se dejaron de ascender los puertos tradicionales de Urkiola y Orduña cuando era habitual ver al menos uno de ellos en el recorrido. Un año después, por primera vez en su historia no se pasó por Navarra.

## Palmarés

### Podiums
| Año                                                                 | Ganador                       | Segundo                       | Tercero                 |           |
| ------------------------------------------------------------------- | ----------------------------- | ----------------------------- | ----------------------- | --------- |
| 1924                                                                | Francis Pélissier             | Henri Pélissier               | Charles Lacquehay       |           |
| 1925                                                                | August Verdyck                | Joseph Pe                     | Marcel Bidot            |           |
| 1926                                                                | Nicolas Frantz                | Ottavio Bottecchia            | Victor Fontan           |           |
| 1927                                                                | Victor Fontan                 | André Leducq                  | Lucien Buysse           |           |
| 1928                                                                | Maurice De Waele              | André Leducq                  | Mariano Cañardo         |           |
| 1929                                                                | Maurice De Waele              | Marcel Bidot                  | Nicolas Frantz          |           |
| 1930                                                                | Mariano Cañardo               | Antonin Magne                 | Jean Aerts              |           |
| 1931-1934 ediciones no disputadas                                   |                               |                               |                         |           |
| 1935                                                                | Gino Bartali                  | Dante Gianello                | Julián Berrendero       |           |
| 1937-1968 ediciones no disputadas debido a la guerra civil española |                               |                               |                         |           |
| 1969                                                                | Jacques Anquetil              | Patxi Gabica                  | Mariano Díaz            |           |
| 1970                                                                | Luis Pedro Santamarina        | Jesús Aranzabal               | Andrés Gandarias Albizu |           |
| 1971                                                                | Luis Ocaña                    | Raymond Poulidor              | Miguel María Lasa       |           |
| 1972                                                                | José Antonio González-Linares | Jesús Manzaneque              | Jesús Esperanza         |           |
| 1973                                                                | Luis Ocaña                    | José Antonio González-Linares | Txomin Perurena         |           |
| 1974                                                                | Miguel María Lasa             | Jesús Manzaneque              | Luis Ocaña              |           |
| 1975                                                                | José Antonio González-Linares | Jesús Manzaneque              | Agustín Tamames         |           |
| 1976                                                                | Gianbattista Baronchelli      | Francisco Javier Elorriaga    | Joaquim Agostinho       |           |
| 1977                                                                | José Antonio González-Linares | Paul Wellens                  | Jean-Pierre Baert       |           |
| 1978                                                                | José Antonio González-Linares | Enrique Cima                  | José Nazabal            |           |
| 1979                                                                | Giovanni Battaglin            | Vicente Belda                 | Miguel María Lasa       |           |
| 1980                                                                | Alberto Fernández Blanco      | Miguel María Lasa             | Marino Lejarreta        |           |
| 1981                                                                | Silvano Contini               | Mario Beccia                  | Marino Lejarreta        |           |
| 1982                                                                | José Luis Laguía              | Julián Gorospe                | Francesco Moser         |           |
| 1983                                                                | Julián Gorospe                | Roberto Visentini             | Marino Lejarreta        |           |
| 1984                                                                | Sean Kelly                    | Faustino Rupérez              | Marino Lejarreta        |           |
| 1985                                                                | Peio Ruiz Cabestany           | Greg LeMond                   | Marino Lejarreta        |           |
| 1986                                                                | Sean Kelly                    | Maurizio Rossi                | Fede Etxabe             |           |
| 1987                                                                | Sean Kelly                    | Rolf Gölz                     | Julián Gorospe          |           |
| 1988                                                                | Erik Breukink                 | Luc Suykerbuyk                | Julián Gorospe          |           |
| 1989                                                                | Stephen Roche                 | Fede Etxabe                   | Jesús Blanco Villar     |           |
| 1990                                                                | Julián Gorospe                | Rolf Gölz                     | Miguel Induráin         |           |
| 1991                                                                | Claudio Chiappucci            | Johan Bruyneel                | Piotr Ugriúmov          |           |
| 1992                                                                | Tony Rominger                 | Raúl Alcalá                   | Mikel Zarrabeitia       |           |
| 1993                                                                | Tony Rominger                 | Rolf Sørensen                 | Alex Zülle              |           |
| 1994                                                                | Tony Rominger                 | Yevgueni Berzin               | Claudio Chiappucci      |           |
| 1995                                                                | Alex Zülle                    | Laurent Jalabert              | Tony Rominger           |           |
| 1996                                                                | Francesco Casagrande          | Pascal Hervé                  | Abraham Olano           |           |
| 1997                                                                | Alex Zülle                    | Laurent Jalabert              | Marco Pantani           |           |
| 1998                                                                | Íñigo Cuesta                  | Laurent Jalabert              | Alex Zülle              |           |
| 1999                                                                | Laurent Jalabert              | Wladimir Belli                | Davide Rebellin         |           |
| 2000                                                                | Andreas Klöden                | Danilo Di Luca                | Laurent Jalabert        |           |
| 2001                                                                | Raimondas Rumsas              | José Alberto Martínez         | Marcos Serrano          |           |
| 2002                                                                | Aitor Osa                     | David Etxebarria              | Gonzalo Bayarri         |           |
| 2003                                                                | Iban Mayo                     | Tyler Hamilton                | Samuel Sánchez          |           |
| 2004                                                                | Denís Menshov                 | Iban Mayo                     | David Etxebarria        |           |
| 2005                                                                | Danilo Di Luca                | Davide Rebellin               | Alberto Contador        |           |
| 2006                                                                | José Ángel Gómez Marchante    | Alejandro Valverde            | Antonio Colom           |           |
| 2007                                                                | Juanjo Cobo                   | Ángel Vicioso                 | Samuel Sánchez          |           |
| 2008                                                                | Alberto Contador              | Cadel Evans                   | Thomas Dekker           |           |
| 2009                                                                | Alberto Contador              | Samuel Sánchez                | Cadel Evans             |           |
| 2010                                                                | Chris Horner                  | Beñat Intxausti               | Joaquim Rodríguez       |           |
| 2011                                                                | Andreas Klöden                | Chris Horner                  | Robert Gesink           |           |
| 2012                                                                | Samuel Sánchez                | Joaquim Rodríguez             | Bauke Mollema           |           |
| 2013                                                                | Nairo Quintana                | Richie Porte                  | Sergio Luis Henao       |           |
| 2014                                                                | Alberto Contador              | Michał Kwiatkowski            | Jean-Christophe Péraud  |           |
| 2015                                                                | Joaquim Rodríguez             | Sergio Luis Henao             | Ion Izagirre            |           |
| 2016                                                                | Alberto Contador              | Sergio Luis Henao             | Nairo Quintana          |           |
| 2017                                                                | Alejandro Valverde            | Alberto Contador              | Ion Izagirre            |           |
| 2018                                                                | Primož Roglič                 | Mikel Landa                   | Ion Izagirre            |           |
| 2019                                                                | Ion Izagirre                  | Daniel Martin                 | Emanuel Buchmann        |           |
| 2020                                                                | cancelada                     | cancelada                     | cancelada               | cancelada |
| 2021                                                                | Primož Roglič                 | Jonas Vingegaard              | Tadej Pogačar           |           |
| 2022                                                                | Daniel Felipe Martínez        | Ion Izagirre                  | Aleksandr Vlásov        |           |
| 2023                                                                | Jonas Vingegaard              | Mikel Landa                   | Ion Izagirre            |           |
| 2024                                                                | Juan Ayuso                    | Carlos Rodríguez              | Mattias Skjelmose       |           |
| 2025                                                                | João Almeida                  | Enric Mas                     | Maximilian Schachmann   |           |

## Palmarés por países
| País           | Victorias | Último vencedor                |
| -------------- | --------- | ------------------------------ |
| España         | 28        | Juan Ayuso en 2024             |
| Italia         | 7         | Danilo Di Luca en 2005         |
| Suiza          | 5         | Alex Zülle en 1997             |
| Irlanda        | 4         | Stephen Roche en 1989          |
| Francia        | 4         | Laurent Jalabert en 1999       |
| Bélgica        | 3         | Maurice De Waele en 1929       |
| Alemania       | 2         | Andreas Klöden en 2011         |
| Eslovenia      | 2         | Primož Roglič en 2021          |
| Colombia       | 2         | Daniel Felipe Martínez en 2022 |
| Luxemburgo     | 1         | Nicolas Frantz en 1926         |
| Países Bajos   | 1         | Erik Breukink en 1988          |
| Lituania       | 1         | Raimondas Rumsas en 2001       |
| Rusia          | 1         | Denís Menshov en 2004          |
| Estados Unidos | 1         | Chris Horner en 2010           |
| Dinamarca      | 1         | Jonas Vingegaard en 2023       |
| Portugal       | 1         | João Almeida en 2025           |

- En negrilla corredores activos.

## Estadísticas

### Más victorias en la general
| Ciclista                      | Victorias | Años                   |
| ----------------------------- | --------- | ---------------------- |
| José Antonio González Linares | 4         | 1972, 1975, 1977, 1978 |
| Alberto Contador              | 4         | 2008, 2009, 2014, 2016 |
| Sean Kelly                    | 3         | 1984, 1986, 1987       |
| Tony Rominger                 | 3         | 1992, 1993, 1994       |
| Maurice de Waele              | 2         | 1928, 1929             |
| Luis Ocaña                    | 2         | 1971, 1973             |
| Alex Zülle                    | 2         | 1995, 1997             |
| Primož Roglič                 | 2         | 2018, 2021             |

En negrilla corredores activos.

### Victorias consecutivas
- Tres victorias seguidas:
  -  Tony Rominger  (1992, 1993,1994)

- Dos victorias seguidas:
  -  Maurice de Waele (1928, 1929)
  -  José Antonio González Linares (1977, 1978)
  -  Sean Kelly (1986, 1987)
  -  Alberto Contador (2008, 2009)

### Victorias de etapa
- Actualizado a edición 2024.

Estos son los ciclistas que han ganado cuatro o más etapas:
| Ciclista           | Etapas |
| ------------------ | ------ |
| Txomin Perurena    | 11     |
| Sean Kelly         | 11     |
| Laurent Jalabert   | 9      |
| Tony Rominger      | 8      |
| Samuel Sánchez     | 8      |
| Alejandro Valverde | 8      |
| Alberto Contador   | 7      |
| Miguel María Lasa  | 6      |
| Joaquim Rodríguez  | 6      |
| Primož Roglič      | 6      |

| Ciclista                      | Etapas |
| ----------------------------- | ------ |
| José Antonio González Linares | 5      |
| Stefano Zanini                | 5      |
| André Leducq                  | 4      |
| Nicolas Frantz                | 4      |
| Julián Gorospe                | 4      |
| Jens Voigt                    | 4      |
| Tony Martin                   | 4      |
| Julian Alaphilippe            | 4      |

En negrilla corredores activos.